# العلاقات الصومالية اليابانية
العلاقات الصومالية اليابانية هي العلاقات الثنائية التي تجمع بين الصومال واليابان.

## مقارنة بين البلدين
هذه مقارنة عامة ومرجعية للدولتين:
| وجه المقارنة                                              | الصومال                        | اليابان         |
| --------------------------------------------------------- | ------------------------------ | --------------- |
| المساحة (كم2)                                             | 637.66 ألف                     | 377.97 ألف      |
| عدد السكان (نسمة)                                         | 14.74 مليون                    | 126.79 مليون    |
| الكثافة السكانية (ن./كم²)                                 | 23.12                          | 335.45          |
| العاصمة                                                   | مقديشو                         | طوكيو           |
| اللغة الرسمية                                             | اللغة الصومالية، اللغة العربية | اللغة اليابانية |
| العملة                                                    | شلن صومالي                     | ين ياباني       |
| الناتج المحلي الإجمالي (بليون دولار)                      | 7.37 مليار                     | 4.87 تريليون    |
| الناتج المحلي الإجمالي (تعادل القوة الشرائية) بليون دولار |                                | 5.18 تريليون    |
| الناتج المحلي الإجمالي الاسمي للفرد دولار أمريكي          | 549                            | 34.52 ألف       |
| الناتج المحلي الإجمالي للفرد دولار أمريكي                 |                                | 36.62 ألف       |
| مؤشر التنمية البشرية                                      |                                | 0.903           |
| رمز المكالمات الدولي                                      | +252                           | +81             |
| رمز الإنترنت                                              | .so                            | .jp             |
| المنطقة الزمنية                                           | ت ع م+03:00                    | توقيت اليابان   |

## منظمات دولية مشتركة
يشترك البلدان في عضوية مجموعة من المنظمات الدولية، منها:
| علم المنظمة | اسم المنظمة                               | تاريخ انضمام الصومال | تاريخ انضمام اليابان |
| ----------- | ----------------------------------------- | -------------------- | -------------------- |
|             | يونسكو                                    | 15 نوفمبر 1960       | 2 يوليو 1951         |
|             | الفريق المعني برصد الأرض                  | ?                    | ?                    |
|             | مؤسسة التمويل الدولية                     | 31 أغسطس 1962        | 20 يوليو 1956        |
|             | المركز الدولي لتسوية المنازعات الاستشارية | 30 مارس 1968         | 16 سبتمبر 1967       |
|             | منظمة حظر الأسلحة الكيميائية              | ?                    | ?                    |
|             | مؤسسة التنمية الدولية                     | 31 أغسطس 1962        | 27 ديسمبر 1960       |
|             | الاتحاد البريدي العالمي                   | ?                    | ?                    |
|             | الاتحاد الدولي للاتصالات                  | 28 سبتمبر 1962       | 29 يناير 1879        |
|             | منظمة الشرطة الجنائية الدولية             | ?                    | ?                    |
|             | الأمم المتحدة                             | 20 سبتمبر 1960       | 18 ديسمبر 1956       |
|             | البنك الدولي للإنشاء والتعمير             | 31 أغسطس 1962        | 13 أغسطس 1952        |
|             | البنك الإفريقي للتنمية                    | ?                    | ?                    |

## وصلات خارجية
- موقع وزارة الخارجية الصومالية
- موقع وزارة الخارجية اليابانية